# Aleptinoides haematosticta
Aleptinoides haematosticta är en fjärilsart som beskrevs av Dyar 1923. Aleptinoides haematosticta ingår i släktet Aleptinoides och familjen nattflyn. Inga underarter finns listade i Catalogue of Life.